# نهر كهيان

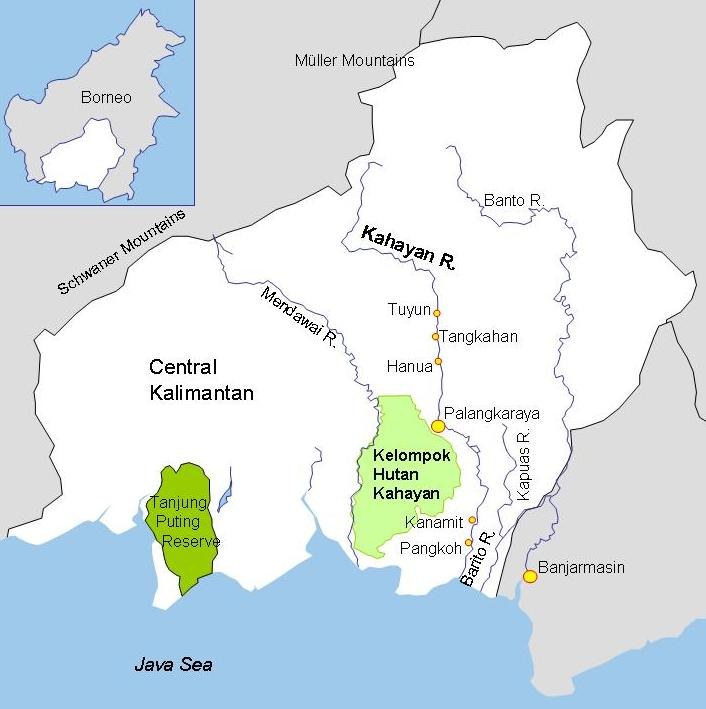
نهر كاهيان

نهر كاهيان، أو جريت دياك، هو أكبر نهر في كاليمانتان الوسطى، وهي مقاطعة إندونيسية في كاليمانتان - الجزء الإندونيسي من جزيرة بورنيو. تقع عاصمة المقاطعة بالانغكارايا على النهر. السكان الرئيسيون هم الداياك، الذين يمارسون زراعة الأرز بالقطع والحرق والتنقيب عن الذهب على الروافد العليا. يتدفق نهر كاهيان السفلي عبر بيئة غنية وغير عادية من غابات مستنقعات الخث، التي تدهورت بشدة بسبب برنامج غير ناجح لتحويل جزء كبير من المنطقة إلى حقول أرز، يفاقمها غابات قانونية وغير قانونية.

## جغرافية

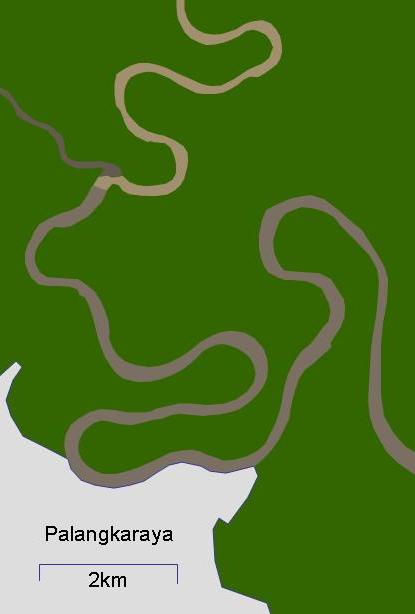
نهر كاهيان إلى الشمال من بالانجكارايا. يتعرج النهر عبر معظم طوله، وغالبًا ما يغير قاعه

تبلغ مساحة كاليمانتان الوسطى 153،800 كم 2، مع 82٪ من الغابات المطيرة الاستوائية ولا تزيد مساحتها عن 3٪ من الأراضي الزراعية. الجزء الشمالي من المقاطعة جبلية، والمنطقة الوسطى بها غابات استوائية مسطحة وخصبة والمنطقة الجنوبية مستنقعات. توفر الغابات الروطان والراتنج والأخشاب عالية الجودة. المناخ حار ورطب، عادة حوالي 30 درجة مئوية معظم العام. هطول الأمطار السنوي ما بين 2800 و 3400 ملم.
نهر كاهيان ينبع من الجبال الشمالية، ثم يتعرج 600 كم جنوبا عبر السهول إلى بحر جافا.  آثار المد والجزر محسوسة 50 كم - 80   كم داخلي من البحر. وجدت دراسة حديثة أن 28 نوعا من الأسماك في جميع أنحاء النهر، و 44 نوعا في بحيرة سبواه و 12 نوعا في أحواض الأسماك التقليدية. كانت الأراضي الرطبة على ضفاف النهر هي مناطق التفريخ الرئيسية. يبلغ الصيادون عن انخفاض الإنتاجية بسبب مشاكل في جودة المياه.

## اشخاص

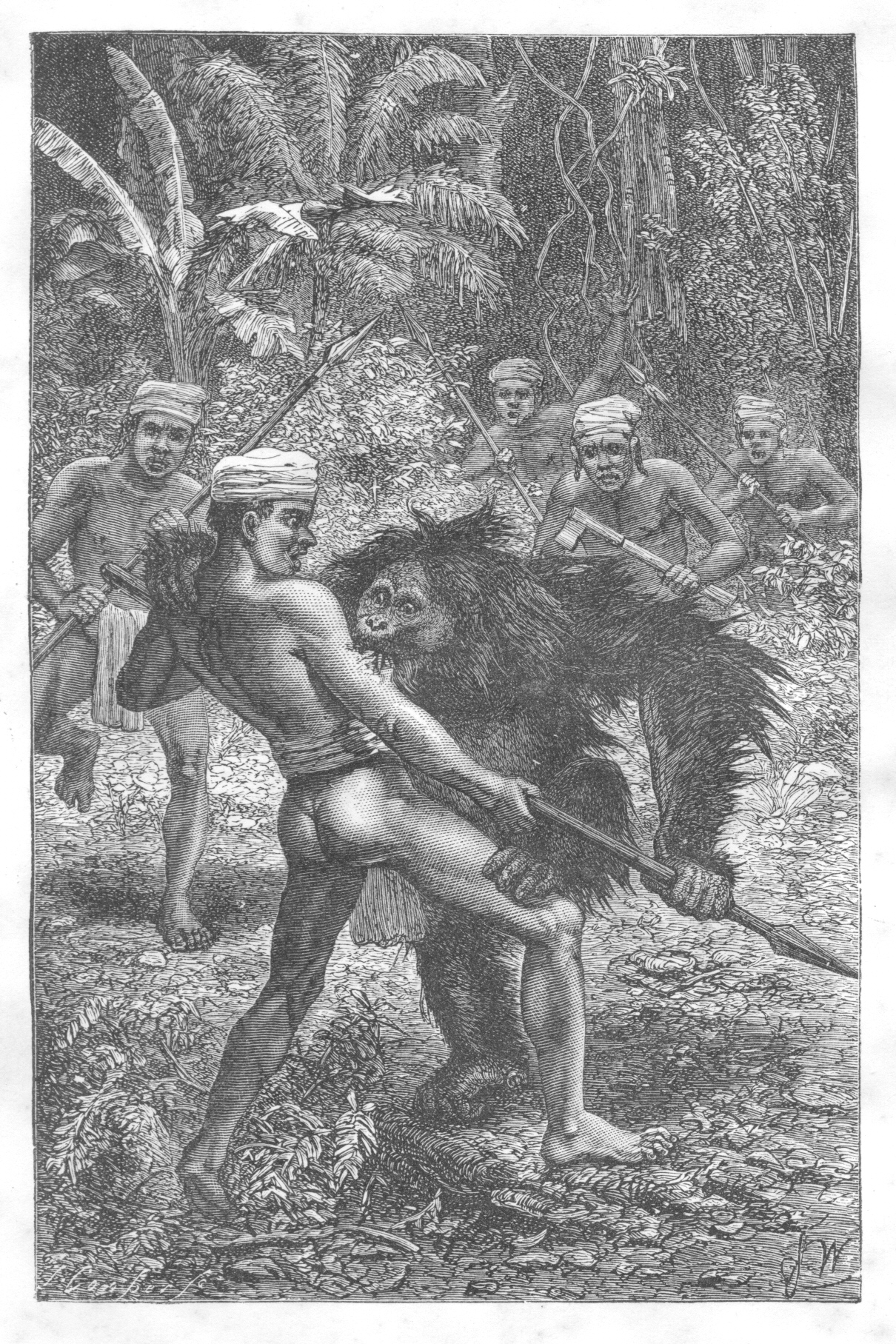
القرد هوجم من قبل الداياك. تصوير فيكتوري.

قبائل الداياك هي الشعب المهيمن في منطقة نهر كاهيان. شعب الأسترونيزي، فقد حافظوا على بعض ثقافتهم الأصلية ودين كاهارينغان . يتحدثون لغات عائلة باريتو، المتعلقة بلغة الملغاشية المستخدمة في مدغشقر . يجمع دين كاهارينغان بين عبادة الأسلاف والروحانية والديناميكية. يعتبر الآن شكلاً من أشكال الهندوسية .
قبائل ديياك الرئيسية هي نغاجو وأوت دانوم ومعانيان . يظل نهر أوت دانوم في المناطق العليا لأنهار كاهيان وباريتو وكابواس ورونجان ويحافظ على طريقة الحياة التقليدية. ما زال الكثيرون يعيشون في بيوت طويلة ويعيشون من خلال الصيد وصيد الأسماك والزراعة الأساسية. يمارس شيوخ القرى الطب التقليدي ويحددون وضعهم من خلال الأوشام المعقدة للجسم وزينة الأذن الثقيلة.  والنغاجو انتقلوا للمصب، وإلى حد ما اندمجوا واختلطوا مع السكان من المدن أقصى أسفل النهر، والذي يتضمن الجاويون، المادوريون، الباتاق، التوراجا، الأمبونيون، البوقس، البلمبانغ، المينانغكابو، البنجريون، الماكاسار، البابواويون، والباليون وآتشيون وصينيون . 

## غابة مستنقع الخث ومشروع الأرز الضخم

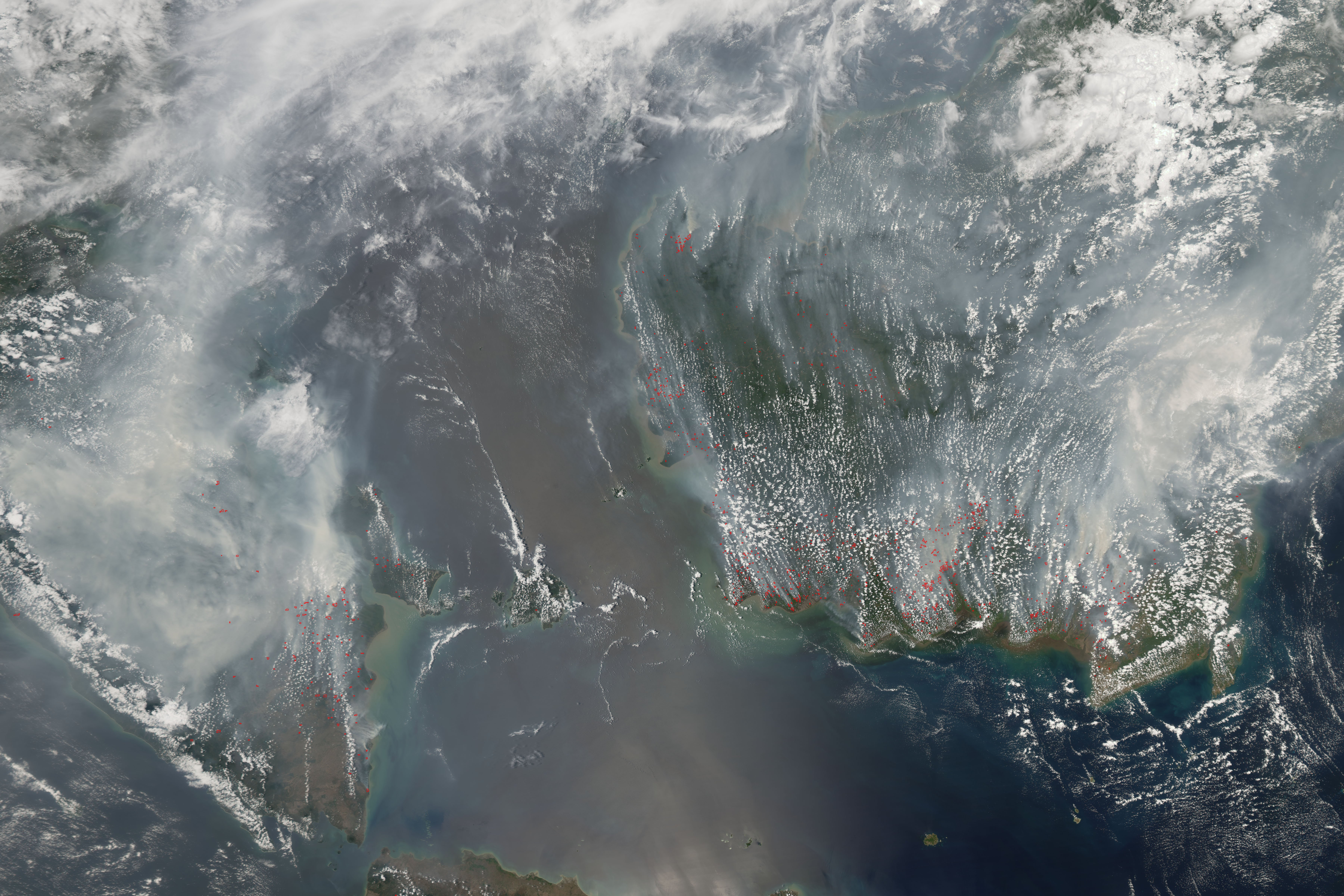
الدخان الناجم عن حرائق الغابات والحرائق في سومطرة (يسار) وبورنيو (يمين) في أواخر سبتمبر وأوائل أكتوبر 2006

كانت الروافد السفلى لنهر كاهيان تتدفق عبر منطقة شاسعة من غابات المستنقعات الخثية، وهي نظام بيئي غير عادي موطن لكثير من الأنواع الفريدة أو النادرة مثل أشجار الغاب، وكذلك للأشجار البطيئة ولكنها ذات قيمة. تعد غابة مستنقع الخث نظامًا بيئيًا مزدوجًا، حيث توجد أشجار استوائية متنوعة على طبقة عميقة من 10 إلى 12 مترًا من المواد النباتية المتحللة جزئيًا والتي تغمرها المياه، والتي بدورها تغطي التربة العقيمة نسبيًا. تم تنظيف غابات مستنقعات الخث ببطء للزراعة والمزارع الصغيرة قبل عام 1997، ولكن بقي معظم الغطاء الأصلي.
في عام 1996 بدأت الحكومة مشروع الأرز الضخم (MRP)، والذي يهدف إلى تحويل مليون هكتار من غابات مستنقعات الخث إلى حقول الأرز . بين عامي 1996 و 1998، أكثر من 4000 تم حفر كم من قنوات التصريف والري، وبدأت عملية إزالة الغابات جزئيًا من خلال الحراجة القانونية وغير القانونية وفي جزء منها من خلال الحرق. اتضح أن القنوات استنزفت الغابات الخثية بدلاً من ريها. حيث غمرت الغابات في كثير من الأحيان ما يصل إلى 2 متر في موسم الأمطار، والآن سطحها جاف في جميع الأوقات من السنة. لذلك تخلت الحكومة عن MRP، لكن خث الجفاف عرضة للحرائق التي ما زالت تندلع على نطاق واسع. 
يتسبب تدمير غابات الخث في تلوث حامض الكبريتيك في الأنهار. في المواسم الممطرة، تقوم القنوات بتصريف المياه الحمضية بنسبة عالية من الكبريتات المحمرة في نهر كاهيان يصل إلى 150   كم المنبع من مصب النهر. قد يكون هذا أحد العوامل التي تسهم في انخفاض كميات الأسماك. 

## تعدين
لقد نقب الناس عن الذهب في نهر كاهيان لعدة قرون. بعد اختبار الحفر، أعلن كونسورتيوم من الشركات الكندية والإندونيسية في عام 1997 أن موارد الذهب الموجودة في الموقع كانت 3.4 مليون أونصة على الأقل.  في عام 2002، اقترحت شركة كندية ذات خلفية في برامج التنمية المجتمعية تطوير التعدين الحرفي في منابع نهر باريتو وكاهيان في كاليمانتان، مما يوفر دخلاً لنحو 13000 شخص من دياك عند استحقاق المشروع.  يقوم عدد كبير من المنقبين غير الرسميين بعمليات الغرينية داخل نظام النهر، والتعدين في عروق الذهب الصخرية الصلبة. حتى أولئك الذين يقومون بالتعدين في الصخور الصلبة ينقلون الخام إلى الأنهار للمعالجة. قد يتلاقى أكثر من 2000 من عمال المناجم غير القانونيين في الموقع عندما يكون هناك اكتشاف ذهب تم الإبلاغ عنه في إندونيسيا ككل، يتم إطلاق حوالي 180 طن من الزئبق في البيئة سنويًا. 

## مجموعة غابات كاهيان أو غابة سابانغاو

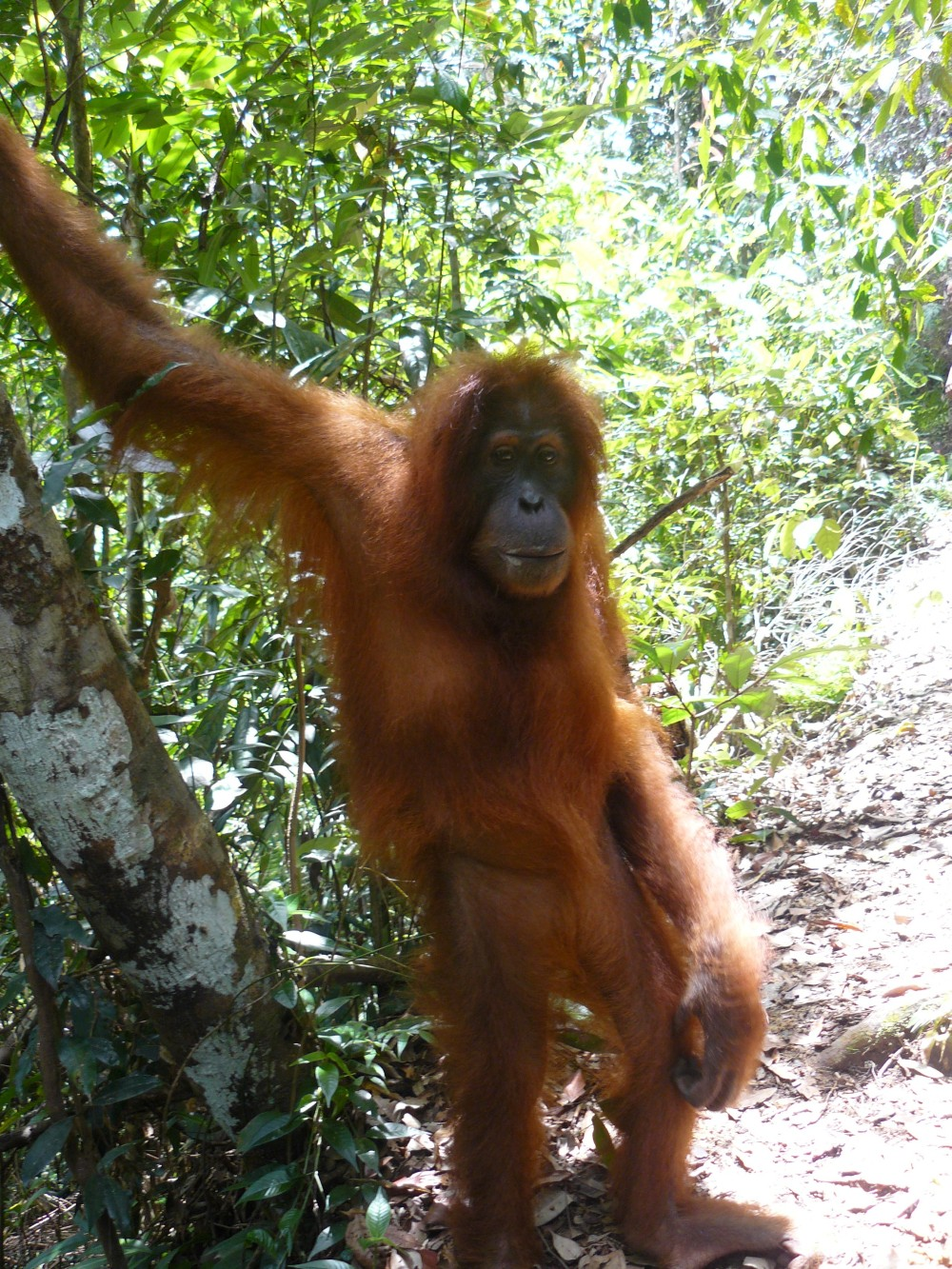
انسان الغاب في بوكيت لاوانغ (اندونيسيا)

هوتان كاهيلان (2.55 درجة فهرنهايت 113.7 درجة شرقا) هي غابة مستنقعات من الخث مساحتها حوالي 150،000 هكتار بين نهري كاستنجن وكهيان التي عانت حتى الآن من أقل من مشروع ميجا رايس، على الرغم من أنها تضررت بشدة. لأنها قريبة من العاصمة الإقليمية بالانجكارايا لا يزال في خطر. تشمل أنواع الطيور الضعيفة حمامة خضراء كبيرة (Treron capellei) وربما لقلق العاصفة (Ciconia stormi) وأبو سعن الصغير (Leptoptilus javanicus).تتمركز غابة سابانغاو على نهر سابانغاو ذو المياه السوداء. لم يعد هناك أي غطاء حرجي مستمر حيث قد يعبر أهل الغاب هذا النهر. تعرضت الغابة لأضرار جسيمة بسبب الحراجة القانونية وغير القانونية، ولكن الجزء الغربي محمي الآن إما كمتنزه وطني أو منطقة أبحاث مخبرية وطنية. مع وجود عدد قليل نسبيًا من البشر، هناك بعض الأمل في أن هذه المنطقة من الغابة قد تتعافى. ولا يزال الجزء الشرقي الأكثر تضررًا، بين سابانغاو وكاهيان، مخصصًا للزراعة، على الرغم من عدم بذل المزيد من الجهود لجعله مناسبًا لهذا الغرض.